# Топешть (Біхор)
Топешть, Топешті (рум. Topești) — село у повіті Біхор в Румунії. Входить до складу комуни Дреджешть.
Село розташоване на відстані 410 км на північний захід від Бухареста, 26 км на південний схід від Ораді, 112 км на захід від Клуж-Напоки, 142 км на північний схід від Тімішоари.

## Населення
За даними перепису населення 2002 року у селі проживали 238 осіб, з них 237 осіб (99,6%) румунів. Усі жителі села рідною мовою назвали румунську.